# Околіш (Марамуреш)
Околіш (рум. Ocoliș) — село у повіті Марамуреш в Румунії. Входить до складу комуни Гроші.
Село розташоване на відстані 401 км на північний захід від Бухареста, 7 км на південь від Бая-Маре, 91 км на північ від Клуж-Напоки.

## Населення
За даними перепису населення 2002 року у селі проживали 506 осіб.
Національний склад населення села:
| Національність | Кількість осіб | Відсоток |
| -------------- | -------------- | -------- |
| румуни         | 501            | 99,0%    |
| угорці         | 5              | 1,0%     |

Рідною мовою назвали:
| Мова      | Кількість осіб | Відсоток |
| --------- | -------------- | -------- |
| румунська | 501            | 99,0%    |
| угорська  | 5              | 1,0%     |